# Pyrolusit
Pyrolusit, auch als Weichmanganerz oder chemisch als Mangan(IV)-oxid bekannt, ist ein häufig vorkommendes Mineral aus der Mineralklasse der „Oxide und Hydroxide“. Es kristallisiert im tetragonalen Kristallsystem mit der chemischen Zusammensetzung MnO2 und bildet meist dendritische, stalaktitische, traubige, körnige oder pulvrige Massen von dunkelgrauer bis schwarzer Farbe. Bei günstigen Bildungsbedingungen können auch prismatische, nadelige, gestreifte Kristalle entstehen, die bis zu acht Zentimeter groß sind.

## Etymologie und Geschichte
Der Name des Pyrolusits wurde nach den griechischen Worten πυρος pyros für Feuer und λούω lou Waschen gewählt, da es zum Entfernen von Farben aus Glas verwendet wurde.
Oxidische Manganerze sind schon seit langer Zeit bekannt. 1822 teilte August Breithaupt diese in drei Minerale, Weichmanganerz (später Pyrolusit), Glanzmanganerz (später Manganit) und lichtes Graumanganerz ein. Letzteres wurde nach weiteren Untersuchungen von ihm Polianit genannt. Wilhelm Ritter von Haidinger fand jedoch heraus, dass dieses nur eine Varietät des Pyrolusits ist.

## Klassifikation
In der mittlerweile veralteten, aber noch gebräuchlichen 8. Auflage der Mineralsystematik nach Strunz gehörte der Pyrolusit zur Abteilung der „Oxide mit dem Stoffmengenverhältnis Metall : Sauerstoff = 1 : 2 (MO2 und verwandte Verbindungen)“, wo er zusammen mit Argutit, Kassiterit, Paratellurit, Plattnerit, Rutil und Tripuhyit die „Rutilgruppe“ mit der System-Nr. IV/D.02 bildete.
Die seit 2001 gültige und von der International Mineralogical Association (IMA) verwendete 9. Auflage der Strunz’schen Mineralsystematik ordnet den Pyrolusit ebenfalls in die Abteilung der „Oxide mit dem Verhältnis Metall : Sauerstoff = 1 : 2 und vergleichbare“ ein. Diese ist allerdings weiter unterteilt nach der relativen Größe der beteiligten Kationen und der Kristallstruktur, so dass das Mineral entsprechend seiner Zusammensetzung in der Unterabteilung „Mit mittelgroßen Kationen; Ketten kantenverknüpfter Oktaeder“ zu finden ist, wo es zusammen mit Argutit, Kassiterit, Plattnerit, Rutil, Tripuhyit, Tugarinovit und Varlamoffit die „Rutilgruppe“ mit der System-Nr. 4.DB.05 bildet.
Auch die vorwiegend im englischen Sprachraum gebräuchliche Systematik der Minerale nach Dana ordnet den Pyrolusit in die Klasse der „Oxide und Hydroxide“ und dort in die Abteilung der „Oxide“ ein. Hier ist er zusammen mit Argutit, Ilmenorutil, Kassiterit, Plattnerit, Rutil, Squawcreekit, Stishovit und Struverit in der „Rutilgruppe (Tetragonal: P4/mnm)“ mit der System-Nr. 04.04.01 innerhalb der Unterabteilung der „Einfachen Oxide mit einer Kationenladung von 4+ (AO2)“ zu finden.

## Kristallstruktur
Pyrolusit kristallisiert im tetragonalen Kristallsystem in der Raumgruppe P42/mnm (Raumgruppen-Nr. 136) mit den Gitterparametern a = 4,40 Å und c = 2,88 Å, sowie zwei Formeleinheiten pro Elementarzelle.

## Eigenschaften
Pyrolusit ist vor dem Lötrohr unschmelzbar, gibt aber Sauerstoff ab. Wird eine Boraxperle verwendet, färbt diese sich blau. In Salzsäure ist Pyrolusit löslich, wobei sich Chlor entwickelt. Im Gegensatz zu dem sehr ähnlichen Manganit hinterlässt Pyrolusit auf der Strichtafel einen schwarzen Strich.

## Modifikationen und Varietäten
Die Verbindung MnO2 ist trimorph, das heißt, sie kristallisiert außer in tetragonaler Symmetrie als Pyrolusit noch in hexagonaler Symmetrie als Akhtenskit und in orthorhombischer Symmetrie als Ramsdellit. 
Es sind zwei Varietäten des Pyrolusites bekannt. Dies sind die morphologische Varietät Polianit, die eine Pseudomorphose von Pyrolusit nach Manganit ist und eine unbenannte silberhaltige Varietät.
Wad ist dagegen ein Mineralgemenge aus verschiedenen, weichen Manganoxiden, meist jedoch Pyrolusit.

## Bildung und Fundorte

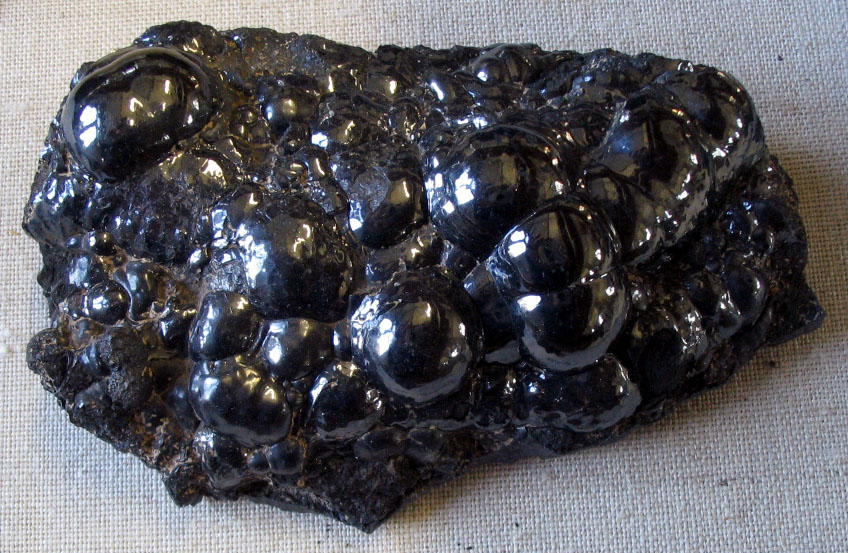
Traubiger Pyrolusit aus Tres Cruzes, Brasilien

Pyrolusit bildet sich unter stark oxidierenden, hydrothermalen Bedingungen in Manganerzen. Weiterhin kann sich das Mineral in Sümpfen und flachen Seen sowie als Verwitterungsprodukt von Manganit bilden. Es ist vergesellschaftet mit Manganit, Hollandit, Hausmannit, Braunit, Chalkophanit, Goethit und Hämatit. 
Pyrolusit ist ein häufiges Manganerz, es sind viele Fundstätten bekannt. Zu den bekannteren zählen Elgersburg, Friedrichroda und Oehrenstock in Thüringen, Eibenstock in Sachsen, Gießen in Hessen, Oberroßbach und Bad Marienberg in Rheinland-Pfalz, Ilfeld in Thüringen, Gremmelsbach in Baden-Württemberg,  Horní Blatná in Tschechien, Markhemville und Hillsborough in Kanada, Ironwood, Leadville, Lake Valley und die Artillery Mountains in den Vereinigten Staaten. Manganknollen bestehen zu einem erheblichen Teil aus Pyrolusit.

## Verwendung
Pyrolusit ist ein wichtiges Manganerz für die Gewinnung des Metalls. Weiterhin wird es als schwarzes Pigment für Keramik und Glas eingesetzt.